# Marcelo Delgado
Marcelo Alejandro Delgado (ur. 24 marca 1973 w Capitán Bermúdez) – argentyński piłkarz, występował na pozycji napastnika.

## Kariera klubowa
Marcelo swoją zawodową karierę piłkarską rozpoczął w Rosario Central. W drużynie Los Canallas grał przez 4 sezony, w czasie których wystąpił w 112 meczach, strzelając 23 gole. Później Delgado grał w Cruz Azul. W barwach klubu z Meksyku rozegrał 36 meczów i strzelił 5 goli. Następnie przeszedł do Racing Club de Avellaneda, gdzie szybko wywalczył miejsce w podstawowej jedenastce. Grał tam przez 5 sezonów występując w 119 meczach i strzelając 48 bramek. Następnym klubem w karierze Argentyńczyka było Boca Juniors. W trakcie 3 sezonów tam spędzonych osiągnął swoje największe sukcesy: 3 razy wygrał Copa Libertadores, 1 raz zdobył Puchar Interkontynentalny i 1 raz wygrał Aperturę. Później Marcelo przeszedł do swojego wcześniejszego klubu - Cruz Azul. W barwach tego klubu grał w 46 meczach, strzelił 18 bramek. Delgado wolał jednak grę w Boca Juniors, więc przeniósł się ponownie do tego klubu. Grał tam do roku 2006. W tym czasie wystąpił w 35 meczach, strzelił 5 goli i wygrał Copa Sudamericana, Recopa Sudamericana, Aperturę oraz Clausurę.

## Kariera reprezentacyjna
Marcelo w reprezentacji narodowej zadebiutował w 1995 roku. Rok później został powołany na Igrzyska Olimpijskie, które odbywały się w Atlancie. Zdobył tam wraz z reprezentacją srebrny medal. A dwa lata później w roku 1998 został też powołany na Mundial. Na tych Mistrzostwach Argentyńczycy dotarli do ćwierćfinału a sam Marcelo nie wystąpił w żadnym meczu. Łącznie w reprezentacji rozegrał 18 meczów i nie strzelił gola.

## Sukcesy
- wygranie Copa Libertadores (3):2000, 2001, 2003
- wygranie Apertury (2):2000, 2005
- wygranie Clausury (1):2006
- wygranie Pucharu Interkontynentalnego (1):2000
- wygranie Copa Sudamericana (1):2005
- wygranie Recopa Sudamericana (1):2005